# Sierosław (województwo zachodniopomorskie)
Sierosław (do 1945 niem. Zirzlaff) – wieś w Polsce położona w województwie zachodniopomorskim, w powiecie kamieńskim, w gminie Wolin.
W miejscowości jest mały Port Sierosław.

## Położenie
Sierosław położony jest nad cieśniną Dziwną, na lewym jej brzegu przy Zalewie Kamieńskim, około 12 kilometrów od Wolina i 7 od Międzywodzia. Położony jest przy drodze gminnej Wolin – Międzywodzie.

## Historia
Obecnie wieś liczy 199 mieszkańców. Największy renesans przeżywała na przestrzeni X–XII wieku. W latach 1975–1998 miejscowość należała administracyjnie do województwa szczecińskiego.

## Edukacja
Dzieci z Sierosławia chodzą do szkoły podstawowej w Kołczewie. Starsza młodzież uczęszcza do gimnazjum w Wolinie. Na skutek reformy oświaty 2017 Gimnazjum w Sierosławiu zostało zlikwidowane.